# 神宮茶室

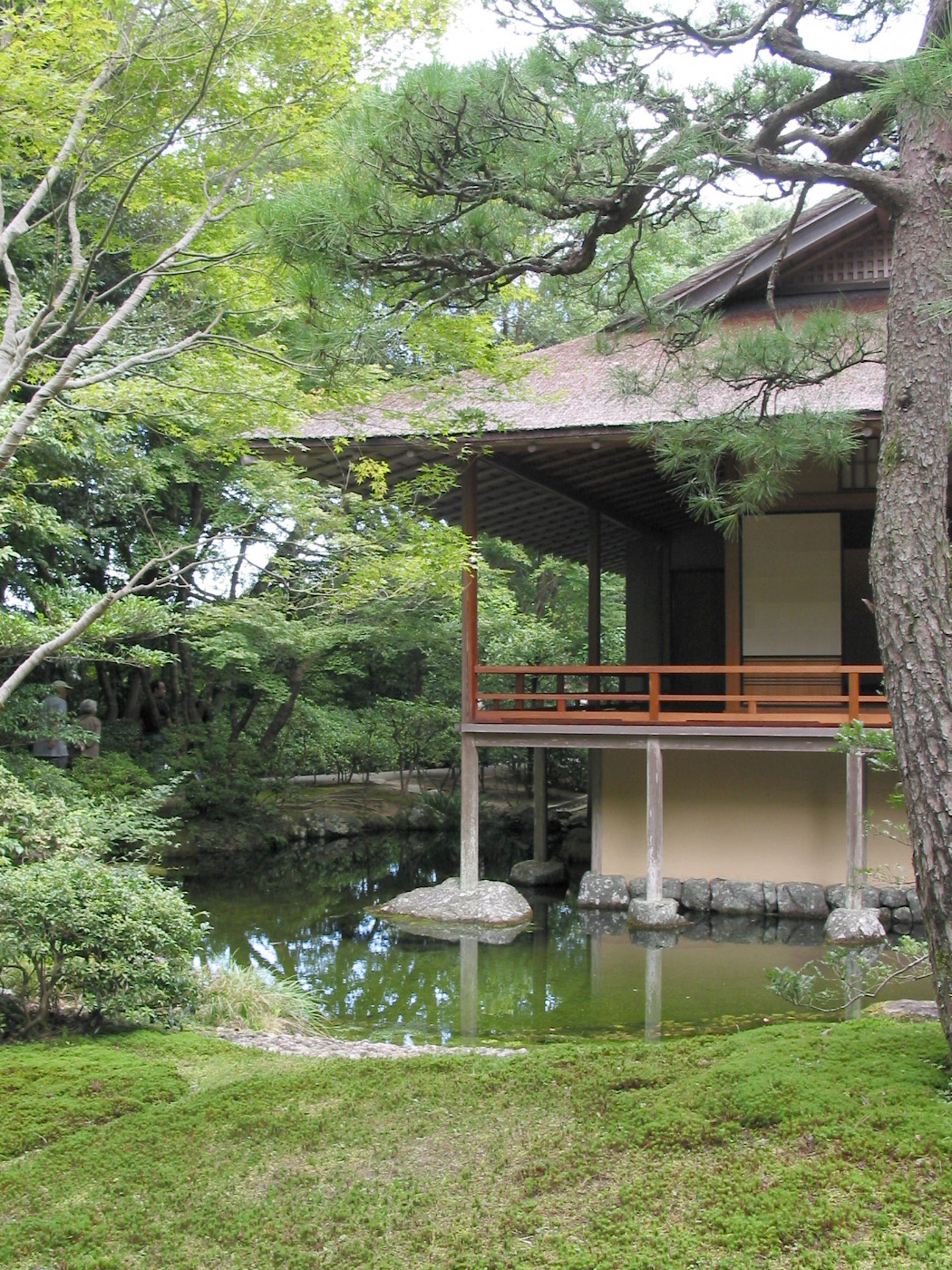
真の棟

神宮茶室（じんぐうちゃしつ）は三重県伊勢市の皇大神宮（伊勢神宮内宮）にある茶室である。「霽月」（せいげつ）という名がついている。

## 概要
宇治橋を渡った左手、神苑北端の五十鈴川と神宮司庁に囲まれた「紅葉苑」と呼ばれた地に建っている。
1974年（昭和49年）から1983年（昭和58年）まで財団法人伊勢神宮崇敬会の会長を務めた松下幸之助が、伊勢神宮の大宮司から茶室の寄付を依頼され戸惑ったものの、茶室の献納を思い立ち、構想約10年を経過して実現した。
松下幸之助の米寿と松下電器産業グループの創業65周年を記念して、1983年3月に建設に着手、「300年保ち、歴史的遺産となるものを」という要望から、約2年間の工期と総工費約10億円をかけて1985年（昭和60年）4月に完成した。

## 構成
真・行・草の3棟から構成される。

## 茶室の利用
内宮を訪れる賓客の接待や献茶式などで利用されるほか、伊勢神宮崇敬会の行事で年3回早朝参拝・神楽の奉納と共に神宮茶室での呈茶が行われる。
また、年2回行われる春・秋の神楽祭期間中、茶庭からの外観と大腰掛待合が一般に無料公開されている（ただし、雨天中止）。

## 沿革
- 1980年（昭和55年） - 松下幸之助が神宮に茶室献納を提案
- 1981年（昭和56年） - 神宮大宮司二條弼基が松下に建設候補地を提示
- 1982年（昭和57年）3月20日 - 敷地測量・調査を開始
- 1983年（昭和58年）
  - 3月13日 - 地鎮祭・起工式
  - 6月9日 - 原寸大模型を現地に建て、松下が視察、借景や庭とのバランスなどを検討

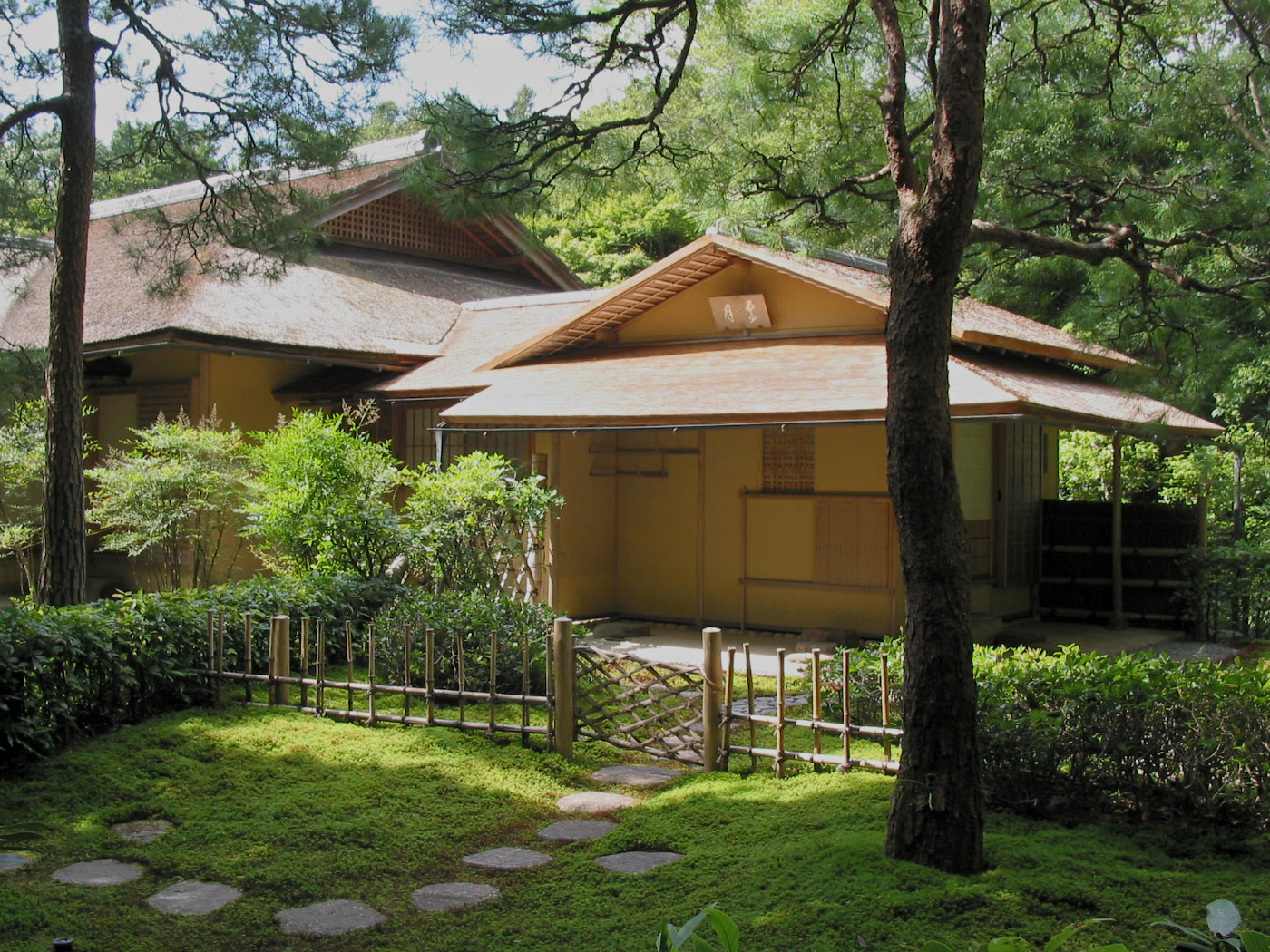
露地と草の棟 霽月

  - 6月21日 - 茶室基礎工事に着手
  - 11月12日 - 上棟式
- 1985年（昭和60年）
  - 4月11日 - 竣工式

### 竣工式
1985年4月11日の竣工式には、神宮少宮司慶光院俊、松下電器産業の社長であった山下俊彦を始めグループ関係者、茶道家元会会長代理で裏千家家元代理の千宗之・容子（まさこ）夫妻、
伊勢市長の水谷光男らが出席、工事の完成に感謝して玉串を奉納、茶室の目録が神宮側に贈呈され、テープカットと茶室「霽月（せいげつ）」の除幕式が行われた。

## 工事概要

### 工事データ
- 建物名称 - 神宮茶室
- 所在地 - 三重県伊勢市宇治館町字上館1番地
- 敷地面積 - 1,853.83 m2
- 建築面積・構造
  - 茶室 - 354.3 m2 木造平家建
  - 大腰掛待合 - 15.14 m2 木造平家建
  - ポンプ小屋 - 10.41 m2 コンクリート造（一部木造）平家建
  - 外便所 - 3.67 m2 木造平家建

### 工事関連業者
- 監理者 - 松下興産
- 設計者
  - 土木設計 - 鴻池組
  - 建築設計 - 仙アートスタヂオ
  - 庭園設計 - 岩城庭園
- 施工者
  - 土木工事 - 鴻池組
  - 建築工事 - 中村外二工務店
  - 設備工事 - 東海電気工事
  - 造園工事 - 岩城庭園

## 松下幸之助が献納・寄贈した茶室
松下幸之助は生前、京都東山の松下の別邸「真々庵」のほか、松下電器産業や松下政経塾など自身が関係した施設に茶室を建設。
神宮以外にも日本全国各地に以下のような茶室を寄贈している。
松下の名にちなみ松の字が使われているところが多い。
- 1962年（昭和37年） - 松庵 （京都美術倶楽部、京都市東山区）
- 1963年（昭和38年） - 芦鶴庵 （岡公園、和歌山県和歌山市）
- 1965年（昭和40年）
  - 真松庵 （高野山 金剛峯寺、和歌山県伊都郡高野町）
  - 智松庵 （辯天宗、大阪府茨木市）
- 1967年（昭和42年） - 宝松庵 （京都国際会議場、京都市左京区）
- 1968年（昭和43年） - 松寿庵 （中尊寺、岩手県西磐井郡平泉町）
- 1969年（昭和44年） - 豊松庵 （大阪城公園西の丸庭園、大阪市中央区）
- 1970年（昭和45年） - 和松庵 （四天王寺本坊庭園、大阪市天王寺区）
- 1973年（昭和48年） - 廣知庵 （ホテルプラザ、大阪市北区）
- 1974年（昭和49年） - 紅松庵 （和歌山城西之丸庭園 (紅葉渓庭園)、和歌山県和歌山市）
- 1975年（昭和50年） - 鈴松庵 （椿大神社、三重県鈴鹿市）
- 1976年（昭和51年）
  - 松籟庵 （追手門学院大学、大阪府茨木市）
  - 和幸庵 （辯天宗、奈良県五條市）
- 1978年（昭和53年） - 峯松庵 （古峯神社、栃木県鹿沼市）